# Mas de Juanito
El Mas de Juanito és un edifici d'Ascó (Ribera d'Ebre) inclòs a l'Inventari del Patrimoni Arquitectònic de Catalunya.

## Descripció
Està situat a la zona de Camposines, prop del terme de Corbera d'Ebre. Es tracta d'una masia aïllada que es troba constituïda per tres volums, un d'ells afegit en època contemporània. El volum principal consta de dues crugies, és de planta baixa, pis i golfes i té la coberta a dues vessants amb el carener perpendicular a la façana. Totes les obertures del volum, inclòs el portal, són d'arc pla arrebossat. A la façana lateral hi ha adossat un segon volum de la mateixa alçada i coberta a dues vessants amb el carener paral·lel a la façana. Aquest s'obre al nivell superior amb pòrtics d'arc de mig punt, un dels quals comunica a través d'una passarel·la amb el tercer volum, construït recentment. L'acabat exterior és arrebossat i pintat de color blanc.